# Giovanni Caboto
Giovanni Caboto ([dʒoˈvanni kaˈbɔːto]; sinh khoảng 1450 – mất khoảng 1500; tên tiếng Anh là John Cabot) là một nhà hàng hải và nhà thám hiểm người Ý. Chuyến thám hiểm dọc bờ biển Bắc Mỹ của ông vào năm 1497 theo ủy quyền của vua Henry VII của Anh là chuyến thám hiểm đầu tiên của người châu Âu tại bờ biển Bắc Mỹ kể từ khi người Bắc Âu ghé thăm Vinland vào thế kỷ 11. 
Để kỷ niệm 500 năm chuyến hành trình của Caboto, cả chính phủ Anh Quốc và Canada chọn Cape Bonavista, Newfoundland là hòn đảo đại diện cho nơi cập bến đầu tiên của Caboto.

## Tên và nguyên quán

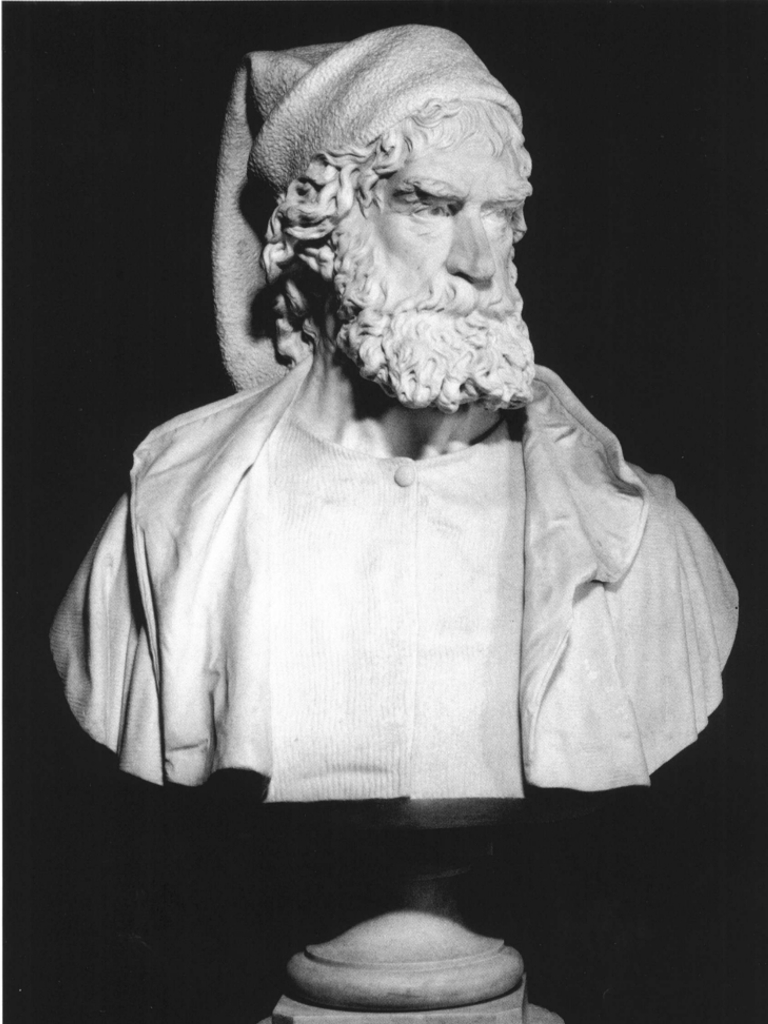
Tượng Giovanni Caboto

Giovanni Caboto là tên tiếng Ý, trong tiếng Venezia là Zuan Chabotto, còn John Cabot là tên tiếng Anh. Các biến thể tên không phải tiếng Ý của ông được ghi chép trong các tài liệu vào thế kỷ 15. Ở Cộng hòa Venezia ông ký tên là "Zuan Chabotto", Zuan là tên John trong tiếng Venezia. Ông tiếp tục sử dụng tên này ở Anh, ít nhất là với cộng đồng người Ý. Ông được một ông chủ ngân hàng người Ý ở Luân Đôn gọi là 'Giovanni'.
Ông được sinh ở Ý, con trai của Giulio Caboto; ông có một người anh trai là Piero. Các xã Gaeta (thuộc tỉnh Latina) và Castiglione Chiavarese (thuộc tỉnh Genova) đều được đề xuất là nơi ông sinh ra. Bằng chứng của Gaeta là các ghi chép của một gia đình nhà Caboto sinh sống ở đó cho tới giữa thế kỷ 15, tuy nhiên không rõ tung tích của họ sau năm 1443.
Công sứ Tây Ban Nha Pedro de Ayala, người cùng sống với Caboto ở Luân Đôn, nhận xét về ông trong một lá thứ tới Hoàng gia Tây Ban Nha năm 1498 là "một người Genova nữa giống như Colombo". Con trai của Giovanni Caboto, Sebastiano, nói rằng bố ông đến từ Genova. Vào năm 1476 Caboto trở thành công dân Cộng hòa Venizia sau ít nhất 15 năm định cư ở đây; do đó ông chắc chắn đã có mặt ở Venezia ít nhất từ năm 1461.

## Thời trẻ

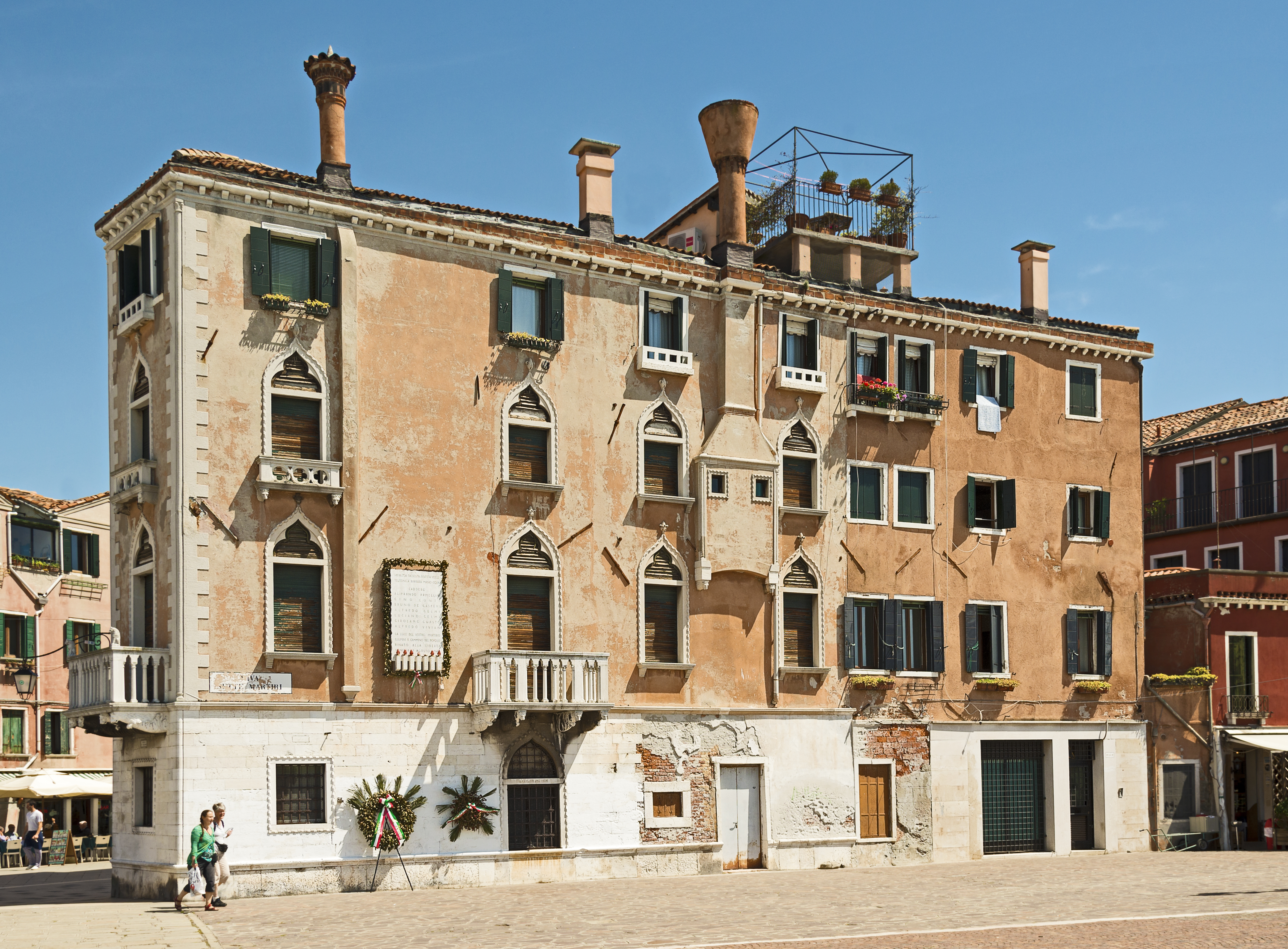
Nhà của Giovanni Caboto ở Venezia

Ông sinh vào khoảng thời gian trước năm 1450, căn cứ theo hầu hết các tài liệu ghi chép về Caboto. Vào năm 1471 Caboto được nhận vào hội ái hữu Thánh sử Gioan. Do đây là một trong các hội ái hữu lớn của thành phố, việc ông được nhận vào hội cũng cho thấy ông được cộng đồng tôn trọng.
Sau khi có quốc tịch Venezia năm 1476, Caboto được phép tham gia vào các hoạt động buôn bán trên biển, trong đó có việc buôn bán tới khu vực đông Địa Trung Hải. Một tài liệu viết vào năm 1483 có ghi lại việc ông bán một người nô lệ ở Crete, người mà ông đã mua được ki còn trong lãnh thổ của Sultan Ai Cập, mà ngày nay là Israel, Syria và Liban. Điều này chưa đủ để chứng minh cho khả năng Caboto từng tới Mecca, một điều mà ông đề cập vào năm 1497 với đại sứ Milano ở Luân Đôn.
"Zuan Cabotto" được đề cập trong nhiều ghi chép ở Venezia thập kỷ 1480. Các tài liệu này ghi rằng tới năm 1484 ông đã kết hôn với Mattea và có ít nhất hai người con trai. Các con trai của Caboto là Ludovico, Sebastiano, và Sancto. Các nguồn tài liệu của Venezia còn nói tới việc Cabot tham gia vào việc xây dựng nhà cửa trong thành phố. Và có lẽ những kinh nghiệm này là hành trang của ông khi làm kỹ sư xây dựng nhà tại Tây Ban Nha.

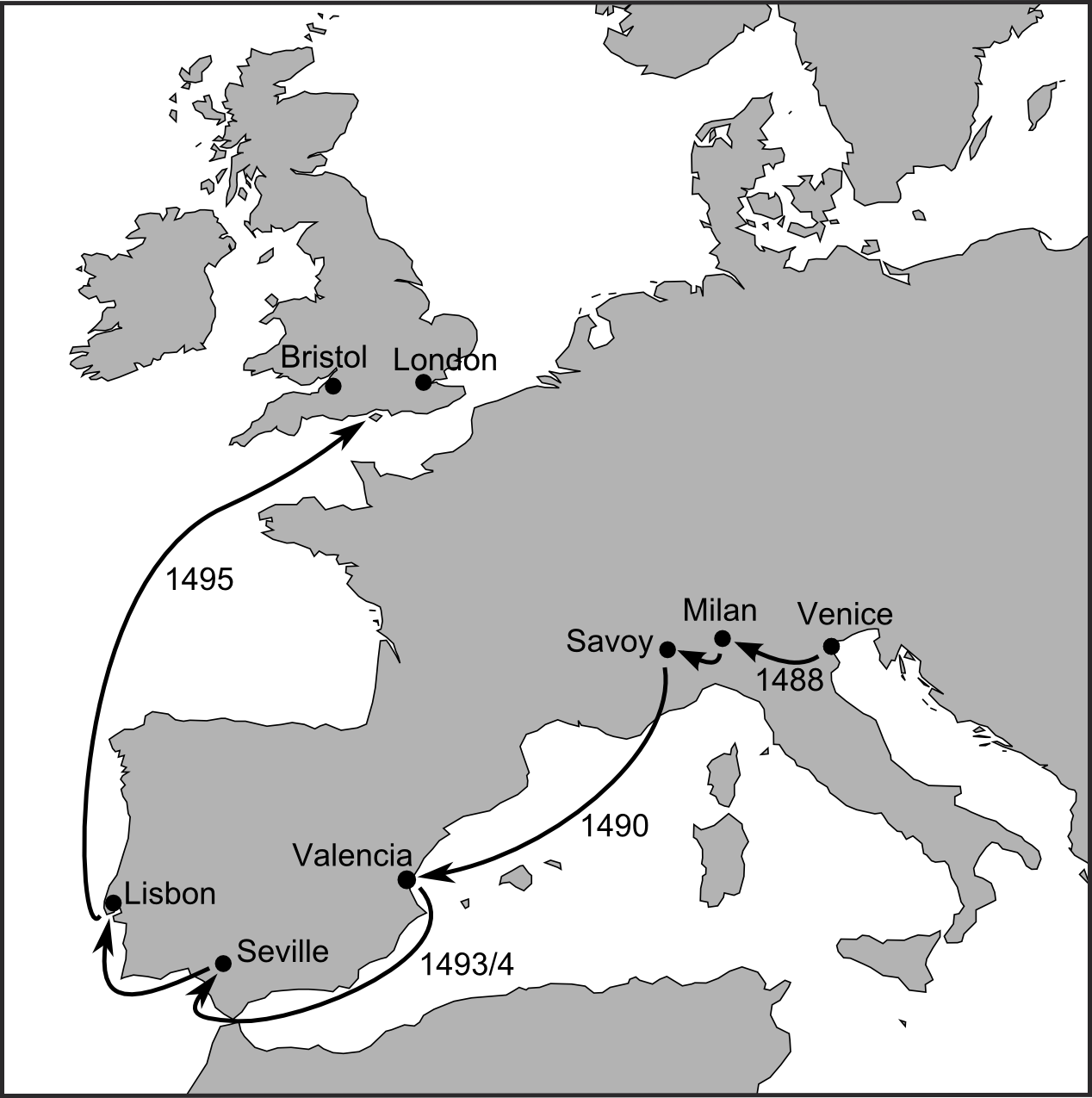
Các chuyến đi của Caboto quanh châu Âu, 1488-1495, sau khi rời Venezia

Caboto gặp vấn đề về tiền bạc vào cuối thập niên 1480 và rời khỏi Venezia vào ngày 5 tháng 11 năm 1488 mà chưa thể trả hết nợ. Ông chuyển tới Valencia, Tây Ban Nha, nơi các chủ nợ của ông gửi một lá thư đề nghị chính quyền Valencia bắt giữ Caboto. Khi ở Valencia, "John Cabot Montecalunya" (tên ông trong các tài liệu địa phương) đề xuất các kế hoạch nâng cấp bến cảng. Tuy vậy các đề xuất này bị từ chối. Đầu năm 1494 ông chuyển tới Sevilla, nơi ông đề xuất, được trao quyền xây dựng và, trong năm tháng trời, thực hiện việc xây dựng một cây cầu bằng đá bắc qua sông Guadalquivir. Dự án này bị hủy bỏ sau quyết định của Hội đồng Thành phố vào ngày 24 tháng 12 năm 1494. Sau sự kiện này Caboto có vẻ như đã tìm kiếm sự giúp đỡ từ Sevilla và Lisboa cho một cuộc thám hiểm Đại Tây Dương, trước khi tới Luân Đôn tìm kiếm sự hỗ trợ về chính trị và tài chính.

## Hỗ trợ về kinh phí
Giống như nhiều nhà thám hiểm khác như Cristoforo Colombo, Caboto dẫn đầu cuộc thám hiểm theo sự ủy quyền; trong trường hợp này là nước Anh. Caboto dự kiến căng buồm sang phía tây từ một vĩ độ bắc nơi kinh độ gần nhau hơn, và do đó, chuyến đi sẽ ngắn hơn. Ông vẫn mong sẽ tìm được một tuyến đường mới tới Trung Quốc.
Các sử gia cho rằng, khi tới Anh, Caboto đã tới Bristol, một trung tâm hàng hải lớn, để tìm kiếm hỗ trợ về tiền bạc. Đây là thành phố Anh duy nhất từng có các cuộc thám hiểm Đại Tây Dương. Giấy phép hoàng gia của Caboto, được ban hành năm 1496, viết rằng các cuộc thám hiểm phải được xuất phát từ Bristol, vì vậy các hỗ trợ về tài chính rất có thể là từ đây. Trong bất cứ trường hợp nào, các hàng hóa thu được từ các cuộc khám phá chỉ được trao đổi buôn bán ở chính nước Anh, và phải thông qua Bristol. Điều này cho thấy Bristol là một hải cảng độc quyền trong việc tổ chức giao thương buôn bán. Về khoản này, có lẽ vua Henry VII của Anh đã học từ những người Iberia khi các cảng Lisboa và Sevilla lần lượt là các cảng độc quyền ở Bồ Đào Nha và Tây Ban Nha.
Cuối thế kỷ 20, sử gia Alwyn Ruddock tìm thấy các tài liệu chỉ ra rằng Cabot tới Luân Đôn trước, và nhận hỗ trợ về tài chính từ cộng đồng người Italia. Bà cho rằng một trong các nhà tài trợ là Cha Giovanni Antonio de Carbonariis, một đan sĩ dòng Augustinô và là người trợ giúp cho Adriano Castellesi, người thu thuế của giáo hội. Ruddock cũng cho rằng Carbonariis đi cùng Cabot trong hải trình năm 1498. Bà còn tin rằng người này đã giới thiệu Caboto với vua Henry VII của Anh. Ngoài ra, Ruddock cũng nói rằng Cabot mượn một khoản tiền từ một nhà băng Ý ở Luân Đôn. Do Ruddock ra lệnh tiêu hủy các tài liệu nghiên cứu sau khi bà mất vào năm 2005, các học giả khác phải sao chép lại các nghiên cứu và phục hồi lại các ghi chép của bà. Dự án Caboto được lập ra tại Đại học Bristol vào năm 2009 để nghiên cứu về Caboto và các chuyến thám hiểm từ Bristol. Francesco Guidi Bruscoli của Đại học Firenze tìm thấy một số tài liệu của Ruddock và khẳng định rằng vào tháng 3 năm 1496 Caboto đã nhận tiền từ nhà băng của gia đình nhà Bari tại Firenze. Các chủ ngân hàng ở Luân Đôn giao cho Caboto 50 đồng xu vàng nobles (trị giá khoảng 16 bảng 13 shilling 4 xu) để trang trải cho việc "đi tìm vùng đất mới".
Vào ngày 5 tháng 3 năm 1496 Henry VII gửi cho Caboto và các con trai của ông giấy ủy quyền với các quyền lợi sau:
... tự do di chuyển tới tất cả các bộ phận, vùng và duyên hải của các các vùng biển phía đông, tây và bắc, dưới cờ hay cờ hiệu của ta, với năm tàu thuyền đủ các sức tải và chất lượng, với đủ các thủy thủ mà các người muốn mang theo, để tìm kiếm, khám phá và thăm dò bất kỳ hòn đảo, quốc gia, khu vực hay địa phận nào trên thế giới, mà cho tới nay các giáo dân chưa biết tới.

 Các con của ông lúc này vẫn còn khá nhỏ.

## Các cuộc thám hiểm

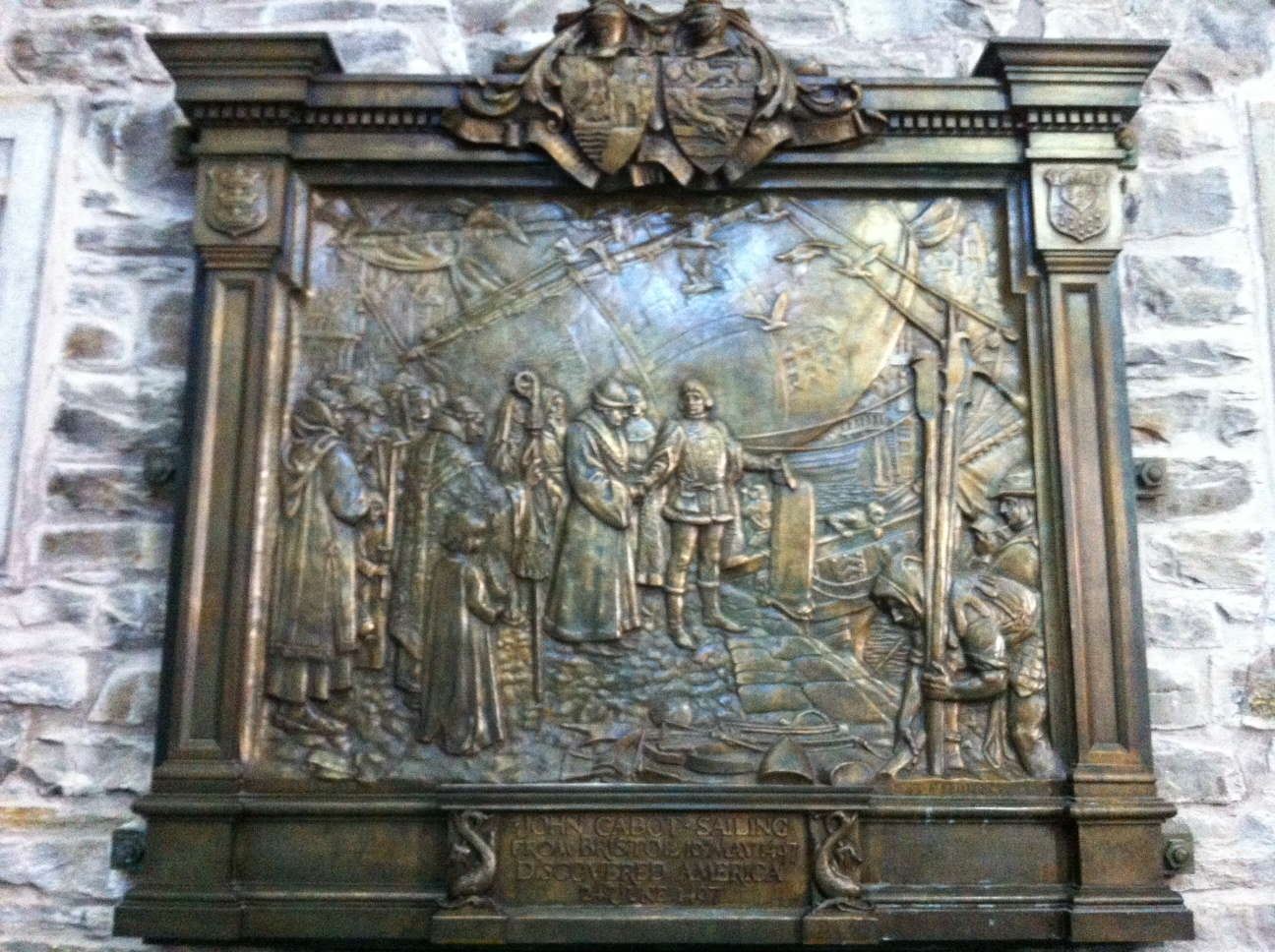
Tấm bảng kỷ niệm Giovanni Caboto rời Bristol, Anh để tới Canada Đại Tây Dương (1497), đặt tại Công viên Sir Sandford Fleming, Halifax, Nova Scotia

Caboto tới Bristol để chuẩn bị cho chuyến du hành của mình. Bristol là cảng biển lớn thứ hai ở Anh. Kể từ năm 1480 đây là nơi xuất phát của các chuyến tìm kiếm vùng đất Hy-Brasil. Theo truyền thuyết của người Celt, đảo này nằm đâu đó tại Đại Tây Dương. Người ta đồn rằng những người Bristol đã khám phá ra hò đảo này từ ngày xưa nhưng quên mất lối đi tới đó. Ruddock viết trong một lá thư gửi cho một đồng nghiệp tên là Quinn vào năm 1988 rằng bà tìm thấy bằng chứng trong các tài liệu lưu trữ bằng tiếng Ý khẳng định người Bristol đã tìm ra Bắc Mỹ trước năm 1470. Do người ta tin hòn đảo này là nơi cây brazilwood (một loại cây chứa nhựa màu đỏ để làm thuốc nhuộm vải), vì vậy mà hòn đảo này rất thu hút sự tò mò của các nhà buôn.

### Chuyến đi đầu tiên
Không có quá nhiều ghi chép về chuyến đi đầu tiên của Caboto. Một lá thư do John Day, một nhà buôn Bristol, gửi vào mùa đông 1497-98 tới địa chỉ được cho là của Cristoforo Colombo, có nhắc tới chuyến đi này, nhưng chủ yếu nói về chuyến đi thứ hai vào năm 1497. Ông viết, "Bời vì Ngài muốn biết thông tin về chuyến đi đầu tiên, tôi có thể tóm tắt như sau: ông ấy đi bằng một tàu, thủy thủ đoàn làm ông ấy gặp rắc rối, ông bị cạn kiệt nhu yếu phẩm và gặp thời tiết xấu, thế là ông quyết đi quay lại bờ." Do Caboto nhận được giấy thông hành vào tháng 3 năm 1496, người ta tin rằng chuyến ra khơi này được tiến hành vào hè năm đó.

### Chuyến đi thứ hai
Thông tin về chuyến đi thứ hai vào năm 1497 chủ yếu được tìm thấy trong bốn bức thư ngắn và một phần nhỏ trong cuốn biên niên sử năm 1565 của thành phố Bristol viết rằng:
"Năm nay, vào ngày Gioan Baotixita [24 tháng 6 năm 1497], vùng đất America được phát hiện bởi Các thương gia Bristow trên một con thuyền của Bristowe, có tên là Mathew; con tàu xuất phát từ bến cảng Bristowe, vào ngày thứ hai của tháng Năm, và trở về đây vào ngày 6 tháng Tám."
     — G.E. Weare, Cabot's Discovery of North America, (Luân Đôn, 1897), tr. 116
Các "lá thư của John Day" cung cấp một lượng dữ liệu đáng kể về hành trình thứ hai của Caboto. Lá thư được viết vào mùa đông 1497–1498 bởi nhà buôn Bristol có tên là John Day, bí danh là Hugh Say of London, cho một người mà người ta tin là Cristoforo Colombo. Day quen biết với các thành viên của đoàn thám hiểm và do đó có thể tường thuật lại chi tiết chuyến đi. Nếu các vùng đất mà Caboto khám phá được nằm ở phía tây kinh tuyến phân chia của Hiệp ước Tordesillas, hoặc nếu ông đi xa hơn về phía tây, Colombo có thể sẽ coi đây như lời thách thức quyền lợi của ông.
Ngoài các lá thư trên Alwyn Ruddock từng nói rằng mình tìm thấy một lá thư khác, viết vào ngày 10 tháng 8 năm 1497 bởi chủ nhà băng Giovanni Antonio de Carbonariis ở Luân Đôn. Tuy nhiên lá thư này chưa được tìm thấy. Từ các ghi chép của Ruddock, lá thư không có quá nhiều thông tin chi tiết về chuyến đi. Ruddock nói rằng là thư chứa một "chứng cứ mới ủng hộ quan điểm rằng các thủy thủ Bristol đã phát hiện ra vùng đất bên kia đại dương trước khi Giovanni Caboto tới Anh." She quả quyết rằng các thủy thủ Bristol đã tới Bắc Mỹ trước Caboto khoảng 20 năm.
Các nguồn tài liệu không thống nhất với nhau về mọi mặt của các sự kiện, và không có nguồn nào là hoàn toàn đáng tin cậy. Người ta viết rằng Cabot có "một con tàu nhỏ" sức tải 50 tấn tên là Matthew of Bristol (dựa theo biên niên ký 1565). Người ta nói con thuyền này tích trữ nhu yếu phẩm uur dùng cho "bảy, tám tháng". Con tàu ra khơi vào tháng 5 với thủy thủ đoàn gồm từ 18 tới 20 người. Trong số đó có một người Burgundy không rõ danh tính và một thợ cắt tóc Genova, những người được cho là làm công việc phẫu thuật.
Theo một số nguồn thì có hai nhà buôn của Bristol tham dự chuyến đi. Một là William Weston, người được các nhà nghiên cứu hiện đại xác định là có tham gia đoàn của Caboto vào cuối thế kỷ 20. Sự can dự của Weston được khẳng định trong tài liệu tìm thấy vào đầu thế kỷ 21 với thông tin ghi chép về số tiền ông nhận được từ nhà vua vào tháng 1 năm 1498 sau khi con tàu trở về. Quan trọng hơn vào năm 2009 nhà sử học Evan Jones khẳng định Weston đã thực hiện một chuyến đi độc lập tới New Found Land vào năm 1499, có thể theo sự ủy quyền của Caboto, và là người Anh (English) đầu tiên đưa tàu tới Bắc Mỹ. Vào năm 2018 Condon và Jones xuất bản một bài báo nữa khẳng định sự hợp tác của Weston với Caboto trước chuyến khám phá năm 1498.
Sau khi rời Bristol, đoàn đưa tàu vượt qua Ireland và băng qua Đại Tây Dương, đặt chân lên bờ biển Bắc Mỹ vào ngày 24 tháng 6 năm 1497. Vị trí chính xác vẫn chưa thống nhất. Các sử gia đề xuất Cape Bonavista và St. John's; Đảo Cape Breton, Nova Scotia; hay Labrador và Maine là các địa điểm có khả năng chính xác cao nhất. Kể từ khi người ta tìm thấy "lá thư John Day" vào những năm 1950, vị trí cập bến ban đầu rất có thể là Newfoundland hoặc đảo Cape Breton bởi theo lá thư của Day thì bờ biển mà tàu khám phá được vào năm 1497 nằm trong khoảng vĩ độ từ Bordeaux, Pháp tới Dursey Head ở nam Ireland. Vị trí cập bến ban đầu dường như diễn ra gần với phía nam (Cape Breton), còn tàu bắt đầu hành trình trở về sau khi tới được phía bắc (Newfoundland).

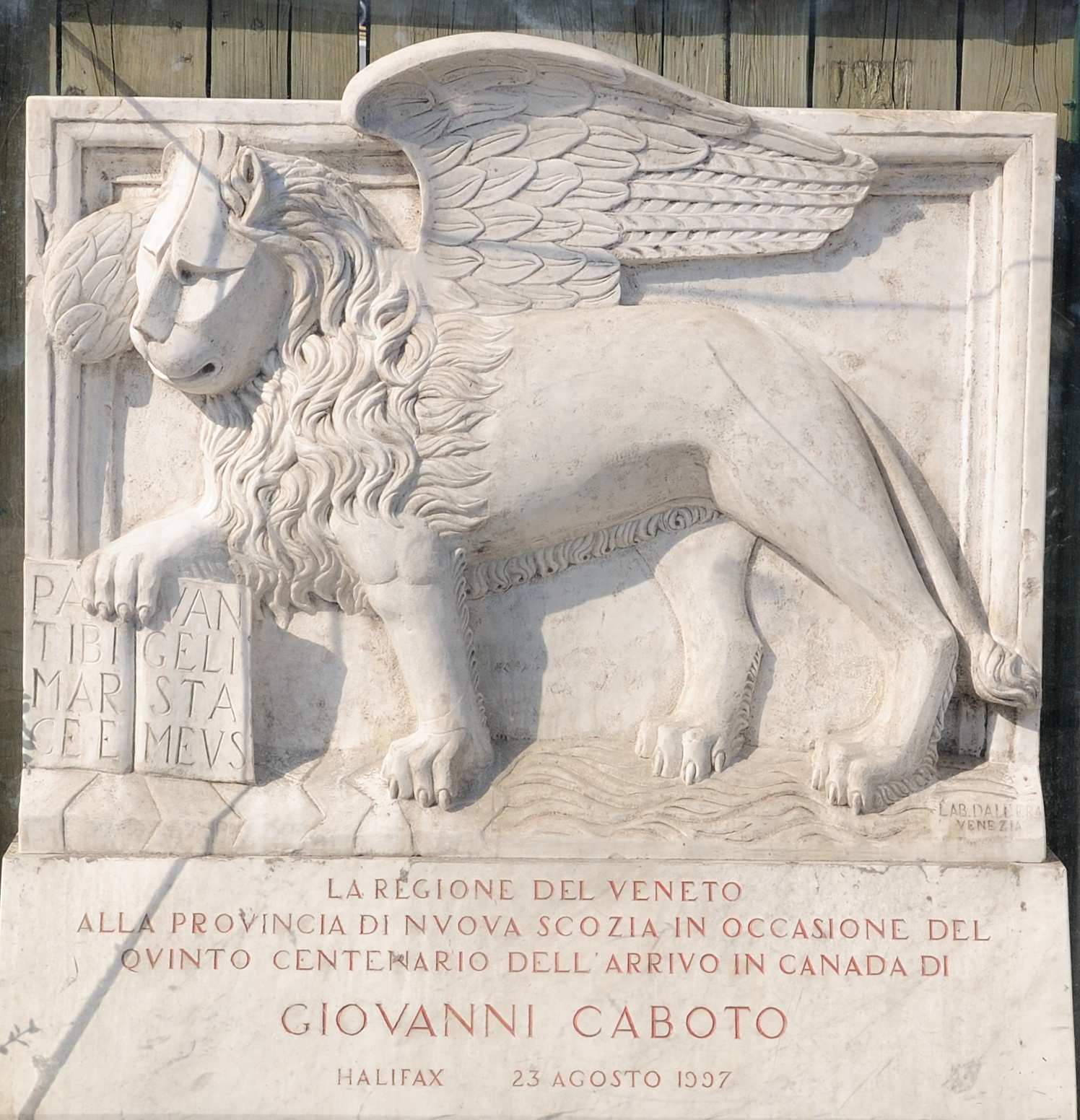
Bức điêu khắc kỷ niệm 500 năm ngày cập bến

Để kỷ niệm 500 năm ngày tàu cập bến, chính phủ Canada và Vương quốc Liên hiệp Anh chọn Cape Bonavista ở Newfoundland là địa điểm "chính thức". Tại đây vào năm 1997 Nữ hoàng Elizabeth II, cùng với các thành viên chính phủ Ý và Canada, cử hành lễ chào đón tàu Matthew của Bristol, sau khi con tàu bản sao này tiến hành việc băng qua Đại Tây Dương.

### Chuyến đi cuối cùng

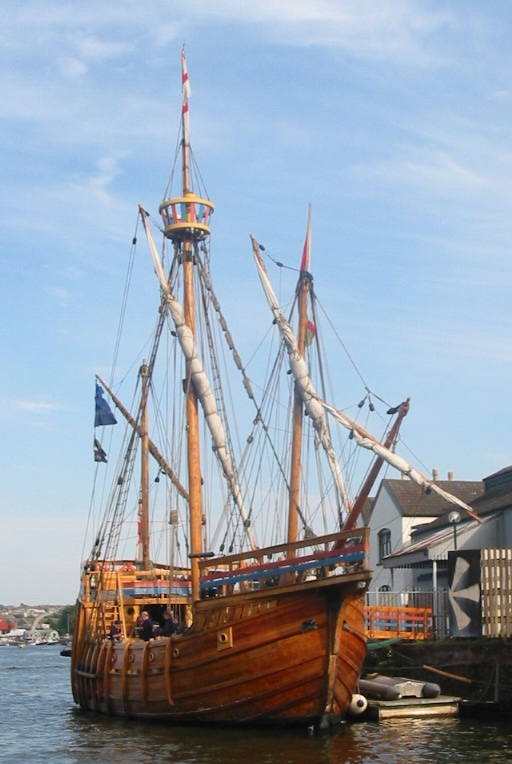
Phiên bản phục dựng lại của tàu Matthew ở Bristol

Khi trở về Bristol, Caboto cưỡi ngựa tới Luân Đôn để báo cáo với nhà vua. Vào ngày 10 tháng 8 năm 1497, ông được thưởng 10 bảng – tương đương với khoảng 2 năm làm công của người lao động chân tay hay thợ thủ công. Soncino viết vào ngày 23 tháng 8 rằng Caboto "được gọi là Đại đô đốc [giống như Colombo đã từng được phong] và nhận được nhiều sự tôn trọng, mặc đồ bằng lụa, còn những người Anh thì chạy theo ông như những kẻ điên". Sự yêu mến không kéo dài được lâu. Trong nhiều tháng sau đó sự chú ý của nhà vua được đổi sang Khởi nghĩa Conrwall thứ hai 1497 do Perkin Warbeck cầm đầu. Sau khi ngai vàng Henry không còn gặp nguy hiểm, ông bắt đầu chú ý tới Caboto hơn. Vào ngày 26 tháng 9, chỉ vài ngày sau khi cuộc khởi nghĩa bị dẹp tan, nhà vua thưởng cho Cabot thêm 2 bảng nữa. Vào tháng 12 năm 1497 Caboto được trợ cấp 20 bảng một năm. Vào ngày 3 tháng 2 năm 1498 ông nhận được giấy ủy quyền mới đối với chuyến đi sắp tới. Vào tháng 3 và tháng 4, nhà vua đồng ý cấp tiền cho Lancelot Thirkill của Luân Đôn, Thomas Bradley và John Cair, những người sẽ đi cùng Caboto trong chuyến hành trình mới.
Cuốn Great Chronicle of London (1189–1512) ghi lại rằng Caboto khởi hành với đoàn gồm năm chiếc tàu từ Bristol vào đầu tháng 5 năm 1498, trong đó có một chiếc được nhà vua chuẩn bị. Một tàu trong số này mang theo nhiều mặt hàng như vải vóc, mũ, đăng ten và nhiều "thứ lặt vặt" khác. Điều đó cho thấy Caboto hướng tới việc trao đổi buôn bán trong lần xuất quân này. Đại sứ Tây Ban Nha ở Luân Đôn báo cáo rằng vào tháng 7 một chiếc tàu trong số đó gặp bão và phải neo đậu ở Ireland, trong khi Caboto cùng bốn chiếc thuyền còn lại tiếp tục hành trình.
Trong nhiều thế kỷ không hề có tài liệu nào được tìm thấy (hay công bố) có liên quan tới chuyến đi này; người ta cho rằng Caboto cùng đoàn thuyền đã bị lạc ở biển. Tuy nhiên ít nhất một người trong số đó, Lancelot Thirkill, được ghi là sống ở Luân Đôn vào năm 1501. Không ai chắc chắn rằng Caboto chết trong chuyến đi, hay đã trở lại đất liền an toàn và qua đời sau đó.

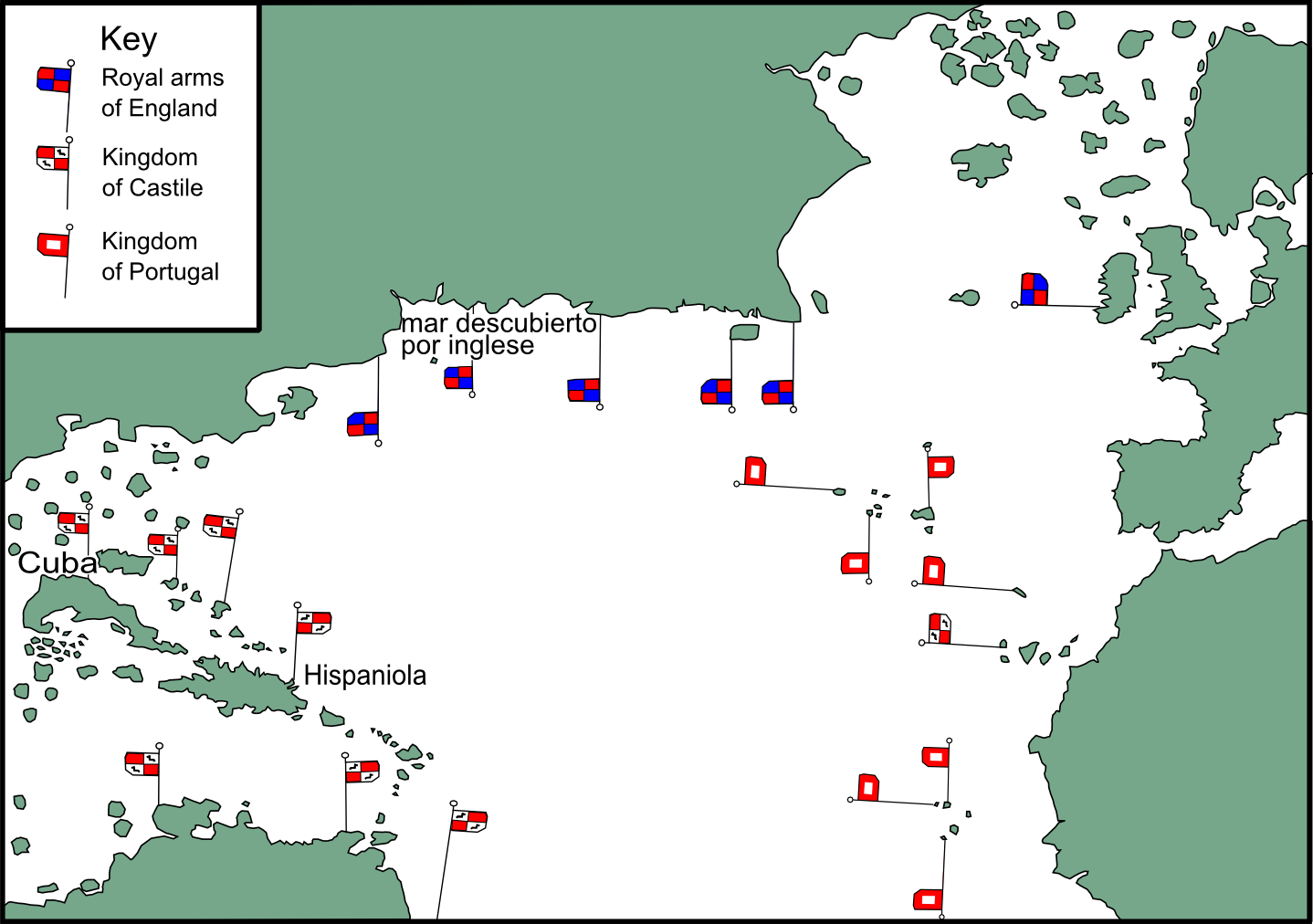
Bản đồ Bắc Đại Tây Dương của Juan de La Cosa, 1500

Sử gia Alwyn Ruddock nghiên cứu về Caboto và thời đại của ông trong 35 năm. Bà cho rằng Caboto và thủy thủ đoàn đã trở về nước Anh vào mùa xuân năm 1500. Bà khẳng định họ đã trở về sau chuyến hành trình trong hai năm tới bờ đông Bắc Mỹ, xuôi xuống phía nam tới khu vực vịnh Chesapeake và có thể là tới các lãnh thổ của Tây Ban Nha ở Caribe. Bằng chứng mà bà đưa ra là tấm bản đồ của Juan de la Cosa người Tây Ban Nha. Bản đồ của ông bao gồm cả bờ biển Bắc Mỹ và các vùng biển 'do người Anh tìm ra' từ năm 1497 tới 1500.
Ruddock cho rằng Cha Giovanni Antonio de Carbonariis và các cha xứ khác đi cùng đoàn tàu năm 1498 đã ở lại Newfoundland và thành lập một hội truyền giáo. Nếu Carbonariis thực sự đã thành lập một khu định cư ở Bắc Mỹ, đây sẽ là khu định cư Thiên Chúa giáo đầu tiên ở châu Mỹ, kèm theo đó là một nhà thờ duy nhất được xây ở đây vào thời Trung cổ.
Dự án Cabot tại Đại học Bristol được thành lập năm 2009 để tìm hiểu các bằng chứng về lời khẳng định của Ruddock, cũng như thực hiện các cuộc nghiên cứu liên quan tới Caboto và nhóm của ông. Các nhà nghiên cứu hàng đầu như Evan Jones và Margaret Condon khẳng định đã tìm thấy thêm các bằng chứng chi tiết hơn để củng cố lập trường của Ruddock.